# Прохладное (Славский район)
Прохла́дное — посёлок в Славском городском округе Калининградской области.

## История
В 1753 году в Калльнингкене из булыжника была построена кирха.
В 1938 году Калльнингкен был переименован в Херденау, в 1946 году — в посёлок Прохладное.
До 2015 года Входил в Ясновское сельское поселение.

## Население
| 2002 | 2010 |
| ---- | ---- |
| 602  | ↘486 |